# Великобритания на «Евровидении-2008»
Великобритания на «Евровидении 2008» была представлена певцом Энди Абрахамом, известным по участию в британском шоу талантов «The X Factor», с песней «Even If». Отборочный конкурс проводился в рамках британского телешоу Eurovision: Your Decision, которое стало правопреемником передачи «Making Your Mind Up», финал его состоялся 1 марта 2008 и был показан на телеканале BBC One.
Результат выступления для Великобритании, которая автоматически на правах члена «Большой четвёрки» выходила в финал, стал плачевным: Абрахам занял последнее, 25-е место, набрав 14 баллов. Вместе с тем это не самое худшее выступление Великобритании за всю историю конкурса: в 2003 году дуэт Jemini вообще не набрал ни одного балла. После Евровидения-2008 Великобритания вместе с рядом стран подвергла серьёзной критике систему голосования.

## Подготовка к отбору

### Выбор формата шоу
Выходившее ранее музыкальное шоу «Making Your Mind Up» было закрыто после того, как Великобритания стала терпеть катастрофические неудачи на Евровидении. Его преемником стала программа «Eurovision: Your Decision». Долгое время ходили споры о том, кто получит право выступить в программе и побороться за поездку на Евровидение: по слухам, в шоу готовились пригласить участников музыкальных передач «How Do You Solve a Problem Like Maria?» (конкурсантки) и «Any Dream Will Do» (конкурсанты), а в отборе на Евровидение примут песни авторства Эндрю Ллойда Уэббера и Гэри Барлоу. В числе возможных участников отбора упоминался и Билл Бэйли, который отказался от участия по причине гастролей в Австралии.

### Правила отбора
13 февраля 2008 Терри Воган на радиошоу Wake Up To Wogan объявил о создании программы «Eurovision: Your Decision». В 19:00 по Лондону вышел первый выпуск: Терри Воган вёл это шоу с Клаудией Уинклмен. В жюри входили Терри Воган, Джон Барроумэн и Кэрри Грант.
В шоу было три категории — «Женские группы» (англ. Girl Groups), «Соло-исполнители» (англ. Soloists) и «Джозеф и Мария» (англ. Joseph vs. Maria; в последней участвовали победители шоу «Any Dream Will Do» и «How Do You Solve a Problem Like Maria?»). Победители каждой категории выходили в полуфинал, ещё один получал путёвку в финал по решению Терри Вогана. В полуфинале из четырёх исполнителей выбирались путём зрительского телефонного голосования два лучших и сходились в суперфинале. Финал был назначен на 1 марта.

## Ход отбора

### Участники
| Номер | Участник         | Песня               | Категория        |
| ----- | ---------------- | ------------------- | ---------------- |
| 1     | LoveShy          | Mr. Gorgeous        | Girl Groups      |
| 2     | The Revelations  | It’s You            | Girl Groups      |
| 3     | Роб Маквей       | I Owe It All To You | Joseph Vs. Maria |
| 4     | Симона Армстронг | Changes             | Joseph Vs. Maria |
| 5     | Мишель Гейл      | Woo (U Make Me)     | Soloists         |
| 6     | Энди Абрахам     | Even If             | Soloists         |

### Отборочный тур
В первом туре соревновались женские группы. Коллектив LoveShy был создан певицами из группы Clea: Эмма Берд и Эми Кирсли покинули группу, создав сольный проект под названием LoveShy. Их соперниками было трио The Revelations. Последние прошли в следующий раунд
| Номер | Участник        | Песня        |
| ----- | --------------- | ------------ |
| 1     | LoveShy         | Mr. Gorgeous |
| 2     | The Revelations | It’s You     |

Во втором туре соперниками были финалисты музыкальных реалити-шоу «How Do You Solve a Problem Like Maria?» и «Any Dream Will Do». От первого шоу была представлена Симона Армстронг, от второго — Роб Маквей. Судейским решением Симона прошла в следующий раунд.
| Номер | Участник         | Песня               |
| ----- | ---------------- | ------------------- |
| 1     | Роб Маквей       | I Owe It All to You |
| 2     | Симона Армстронг | Changes             |

В третьем туре боролись соло-исполнители: бывшая звезда телесериала «Жители Ист-Энда» Мишель Гейл и участник шоу The X Factor Энди Абрахам. Гейл вышла в полуфинал, однако Терри Воган позволил Энди также пройти в полуфинал, пользуясь своим правом на «уайлдкард».
| Номер | Участник     | Песня           |
| ----- | ------------ | --------------- |
| 1     | Мишель Гейл  | Woo (U Make Me) |
| 2     | Энди Абрахам | Even If         |

### Полуфинал
В полуфинале участвовали все четыре исполнителя: по итогам зрительского голосования в последний раунд выходили только двое. В финал вышли Мишель Гейл и Энди Абрахам.
| Номер | Участник         | Песня           |
| ----- | ---------------- | --------------- |
| 1     | The Revelations  | It’s You        |
| 2     | Симона Армстронг | Changes         |
| 3     | Мишель Гейл      | Woo (U Make Me) |
| 4     | Энди Абрахам     | Even If         |

### Финал
В финале победитель определялся при помощи телезрительского голосования. Победу одержал Энди Абрахам.
| Номер | Участник     | Песня           |
| ----- | ------------ | --------------- |
| 1     | Мишель Гейл  | Woo (U Make Me) |
| 2     | Энди Абрахам | Even If         |

## Телевещание
Обязанности по показу конкурса взяла на себя телерадиокомпания Би-би-си, отдав право на показ обоих полуфиналов каналу BBC Three (комментаторы Падди О'Коннелл и Кэролайн Флэк) и на показ финала каналу BBC One (комментатор Терри Воган). Также конкурс комментировался на радио BBC Radio 2 при участии Кена Брюса. Глашатаем стала Кэрри Грант, член жюри национального отбора.

## Мнения
Песню Even If критики относили к особому стилю — «гимновому соулу», который Энди считал смесью исполнителей КейСи, The Sunshine Band, Лайонеля Ричи и The Gap Band. По его мнению, это была оригинальная и запоминающаяся композиция. Вместе с тем даже этого могло не хватить Великобритании хотя бы для того, чтобы не занять одно из последних мест. Автор независимого интернет-проекта «Евровидение-Казахстан» Андрей Михеев, называвший песню представителем американизированного поп-соула, несмотря на все её достоинства, предрекал Великобритании ещё один провал

- Mузыка: Такой поп-соул. 7/10
- Текст: Американизированно-балладный. 7/10
- Вокал: Вероятно, лучший момент в песне. 8/10
- Итог: Увы, но с такими выборами Британия ещё долго будет находиться в конце списка. 6/10

Председатель российского фан-клуба OGAE Антон Кулаков заявил, что трек является плагиатом с песни «Cartao de visita» Эда Мотты с альбома 1997 года «Manual Pratico Para Festas, Bailes E Afins, Vol.1», однако отметил неплохой вокал и понадеялся на то, что Великобритания хотя бы не окажется одной из последних:

- Музыка: Я бы даже сказал, что это довольно неплохо и симпатично, если б этот трек не был начисто слизан с «Cartao de visita» Эда Мотты с альбома «Самоучитель вечеринок». Так что, увы, я понимаю, что как в случае с Каролой в 2006-м меня никто слушать не будет, но все же. 7/10
- Текст: Танцевальный текст с заманиловками. Абсолютно обычный. 8/10
- Вокал: Определенно неплох. 9/10
- Итог: Есть некоторые шансы не оказаться в боттоме в кои то веки.

## Итог
Великобритания как член «Большой четвёрки» — стран-спонсоров Евровидения и Европейского вещательного союза — автоматически получила место в финале, получив права голосовать во втором полуфинале и финале. Энди Абрахам выступал вторым, но его выступление оказалось крайне неудачным: Великобритания заняла 25-е место с 14 баллами, пропустив по дополнительным показателями вперёд Германию и Польшу с теми же баллами. В Великобритании этот результат вызвал негодование: многолетний телекомментатор конкурса Терри Воган назвал выступление Энди Абрахама «лучшим за последнее время британским выступлением» и в знак протеста объявил об отказе от обязанностей комментатора, призвав Великобританию бойкотировать следующий конкурс по примеру Италии. 27 мая 2008 в радиошоу Воган заявил, что в личной беседе с ним Энди признался, что не верил в высокие баллы на конкурсе из-за сложившегося «блокового голосования». Абрахам даже подозревал, что из-за расистских предубеждений в Европе в его пользу почти никто не голосовал.
В интервью шведская группа Bodies Without Organs утверждала, что Великобритания не старалась вообще бороться за победу; более того, группа заявила, что ей предлагали принять участие в конкурсе, но они отказались из-за того, что они не имели права писать песню для конкурса. При этом российский музыкальный критик Артемий Троицкий, следивший из студии телеканала «Россия» в день финала, высоко оценил выступление Абрахама.

## Голоса

### За Великобританию
| В финале | В финале   |
| -------- | ---------- |
| Оценка   | Страны     |
| 12       | -          |
| 10       | -          |
| 8        | Ирландия   |
| 7        | -          |
| 6        | Сан-Марино |
| 5        | -          |
| 4        | -          |
| 3        | -          |
| 2        | -          |
| 1        | -          |

### От Великобритании
| Голоса телезрителей Великобритании во втором полуфинале | Голоса телезрителей Великобритании во втором полуфинале |
| ------------------------------------------------------- | ------------------------------------------------------- |
| Оценка                                                  | Страна                                                  |
| 12                                                      | Кипр                                                    |
| 10                                                      | Турция                                                  |
| 8                                                       | Литва                                                   |
| 7                                                       | Португалия                                              |
| 6                                                       | Турция                                                  |
| 5                                                       | Латвия                                                  |
| 4                                                       | Исландия                                                |
| 3                                                       | Албания                                                 |
| 2                                                       | Мальта                                                  |
| 1                                                       | Дания                                                   |

| Голоса телезрителей Великобритании в финале | Голоса телезрителей Великобритании в финале |
| ------------------------------------------- | ------------------------------------------- |
| Оценка                                      | Страна                                      |
| 12                                          | Греция                                      |
| 10                                          | Армения                                     |
| 8                                           | Турция                                      |
| 7                                           | Норвегия                                    |
| 6                                           | Исландия                                    |
| 5                                           | Украина                                     |
| 4                                           | Польша                                      |
| 3                                           | Дания                                       |
| 2                                           | Франция                                     |
| 1                                           | Испания                                     |